# Chétimari
Chétimari este o comună rurală din departamentul Diffa, regiunea Diffa, Niger, cu o populație de 47.327 de locuitori (2001).